# Eneko Fernández
Eneko Fernández de Garayalde Jiménez (Zaragoza, 26 de mayo de 1984), conocido como Eneko, es un exfutbolista español.

## Biografía
Eneko es un centrocampista con un gran toque a balón parado, profundidad y potencia. Ha pasado por los filiales del Real Zaragoza y FC Barcelona donde estuvo a las órdenes de Pep Guardiola. Más tarde, el centrocampista firmaría con el Deportivo Alavés, pero en el mercado invernal 09/10 el CE Sabadell se hizo con sus servicios consiguiendo el ascenso a la Segunda División "A". Tras  realizar una gran segunda vuelta se queda en el club arlequinado en la temporada 2010/11 y fue una de las piezas claves del ascenso cosechado a la Segunda División. El 12 de julio de 2013 firma por el Real Oviedo de segunda división B. El 7 de agosto de 2015 es presentado como nuevo jugador del CD Tudelano.
En 2023, regresa a la escena pública como ganador de la 11.ª edición de MasterChef, talent show de cocina emitido en La 1. Entonces, inicia su andadura como comentarista de partidos de fútbol en DAZN LaLiga.

## Clubes
| Club                      | País   | Temporada | Partidos | Goles |   |
| ------------------------- | ------ | --------- | -------- | ----- | - |
| Real Zaragoza "B"         | España | 2004-2005 | 1        | 0     | 0 |
| Real Zaragoza "B"         | España | 2005-2006 | 23       | 7     |   |
| Real Zaragoza "B"         | España | 2006-2007 | 33       | 15    |   |
| Fútbol Club Barcelona "B" | España | 2007-2008 | 19       | 1     |   |
| Sociedad Deportiva Ejea   | España | 2008-2009 | 27       | 4     | 8 |
| Deportivo Alavés          | España | 2009-2010 | 6        | 0     | 0 |
| CE Sabadell               | España | 2009-2010 | 15       | 1     | 3 |
| CE Sabadell               | España | 2010-2011 | 26       | 4     | 1 |
| CE Sabadell               | España | 2011-2012 | 5        | 0     | 0 |
| CE Sabadell               | España | 2012-2013 | 24       | 1     | 4 |
| Real Oviedo               | España | 2013-2014 | 19       | 2     | 1 |
| Real Oviedo               | España | 2014-2015 | 23       | 0     | 1 |
| CD Tudelano               | España | 2015-2016 | 15       | 2     | 3 |